# Liste der denkmalgeschützten Objekte in Klein Sankt Paul
Die Liste der denkmalgeschützten Objekte in Klein Sankt Paul enthält die 15 denkmalgeschützten, unbeweglichen Objekte der Kärntner Gemeinde Klein Sankt Paul.

## Denkmäler
| Foto |                 | Denkmal | Standort                                      | Beschreibung | Metadaten |
| ---- | --------------- | --- | --------------------------------------------- | --- | --- |
| ja   | Datei hochladen | Burgruine Grünburg und Kapelle HERIS-ID: 35793 Objekt-ID: 34592                                            | nordwestlich Grünburg 2 Standort KG: Grünburg | Im Görtschitztal am Westhang der Saualpe, östlich von Wieting in 1009 m Höhe gelegen. Urkundlich 1217 im Besitz der Grafen von Görz-Tirol bzw. deren Ministerialen, der Grünburger, erstmals Ulricus de Gruneburch genannt. Im 15. Jahrhundert von Kaiser Friedrich III. übernommen, 1626 im Besitz des Hans Leonhard von Windischgrätz, 1629 des Georg Friedrich von Ambthofen. Weitere Besitzergeschichte bis zur Einverleibung in den Besitz Eberstein unbekannt. Ruinen einer stattlichen hochmittelalterlichen Zwillingsburg. | BDA-Hist.: Q4998684 Status: Bescheid Stand der BDA-Liste: 2025-06-30 Name: Burgruine Grünburg und Kapelle GstNr.: 187/2, 201 Ruine Grünburg                                                                   |
| ja   | Datei hochladen | Pfarrhof HERIS-ID: 53936 Objekt-ID: 62040                                                                  | Kirchberg 12 Standort KG: Kirchberg           | Zweigeschoßiger, spätbarocker Bau mit Inschrift-Tafel 1788 (des Abtes Benedikt). | BDA-Hist.: Q38059149 Status: § 2a Stand der BDA-Liste: 2025-06-30 Name: Pfarrhof GstNr.: .2 |
| ja   | Datei hochladen | Kath. Pfarrkirche Unsere liebe Frau (Maria Moos) und Friedhof mit Kapelle HERIS-ID: 53937 Objekt-ID: 62041 | Standort KG: Kirchberg                        | Unsere Liebe Frau (Maria Moos). Urkundlich zwischen 1167 und 1181, seit 1266 Patronatskirche der Erzabtei St. Peter in Salzburg; Weihedatum für Chor und zwei Altäre 1446; Brand 1837. Romanischer Bau mit spätgotischem Chor und gotischem Turm an der Nordseite des Chores. Fassade und Turmhelm 1838. Außen an der östlichen Chorwand fialengerahmte gotische Totenleuchte. | BDA-Hist.: Q38059159 Status: § 2a Stand der BDA-Liste: 2025-06-30 Name: Kath. Pfarrkirche Unsere liebe Frau (Maria Moos) und Friedhof mit Kapelle GstNr.: .1 Pfarrkirche Maria Moos, Kirchberg                |
| ja   | Datei hochladen | Römische Eisenverhüttung HERIS-ID: 111758 Objekt-ID: 129767seit 2012                                       | Mösel Standort KG: Kirchberg                  | Hier wurden bei Bauarbeiten bzw. Ausgrabungen römische Rennöfen gefunden (ein Ausstellungsstück heute im Talmuseum Klein Sankt Paul), und weitere werden hier vermutet. Die Funde geben Einblick in die Verhüttungstechnik, mit der das in der Antike gerühmte „Norische Eisen“ gewonnen wurde. | BDA-Hist.: Q37826465 Status: Bescheid Stand der BDA-Liste: 2025-06-30 Name: Römische Eisenverhüttung GstNr.: 366/1, 367/1, 367/2, 373 Eisenverhüttung Mösel                                                   |
| ja   | Datei hochladen | Kath. Pfarrkirche hl. Paul und Friedhof HERIS-ID: 54123 Objekt-ID: 62273                                   | Badstraße 1 Standort KG: Klein St. Paul       | Die gotische Dorfkirche mit ihrem mächtigen Turm beinhaltet barocke figurengeschmückte Altäre, sowie einen modernen Volksaltar von Werner Hofmeister. Die barocke Farbgestaltung des Innenraums wurde 1994 wiederhergestellt. Bemerkenswert ist auch eine Renaissance-Wappengrabplatte. | BDA-Hist.: Q2082743 Status: § 2a Stand der BDA-Liste: 2025-06-30 Name: Kath. Pfarrkirche hl. Paul und Friedhof GstNr.: .2, 73/2 Pfarrkirche Klein Sankt Paul                                                  |
| ja   | Datei hochladen | Pfarrhof HERIS-ID: 54115 Objekt-ID: 62265                                                                  | Badstraße 1 Standort KG: Klein St. Paul       | Unterhalb der Kirche gelegen. Stattlicher ein- bis zweigeschoßiger, barocker Bau. Im Eckpfeiler des Pfarrgartens römerzeitlicher Inschriftstein. 1986/88 Außenrestaurierung. Wiederherstellung des Pilasterdekors vom 19. Jahrhundert. | BDA-Hist.: Q38059695 Status: § 2a Stand der BDA-Liste: 2025-06-30 Name: Pfarrhof GstNr.: .1/1 Pfarrhof Klein Sankt Paul                                                                                       |
| ja   | Datei hochladen | Talmuseum Lachitzhof HERIS-ID: 57835 Objekt-ID: 68142                                                      | Museumweg 1 Standort KG: Klein St. Paul       | 1550 erbaut. Deutschhammerhaus (bis 1700 Schmelzofen und Hammer), 1700–1920 Lohnmühle. Zweigeschoßiger 6:4-achsiger Bau unter Walmdach, Tramdecke von 1744. Ausstellungsgegenstand unter anderem die Entwicklung des Norischen Eisens, Siedlungsgeschichte. Mantelteil eines keltisch-römischen Eisenverhüttungsofens aus 200 nach Christus aus Mösel. | BDA-Hist.: Q38078929 Status: § 2a Stand der BDA-Liste: 2025-06-30 Name: Talmuseum Lachitzhof GstNr.: 147/3 Talmuseum Lachitzhof                                                                               |
| ja   | Datei hochladen | Burgruine, Hoch- und Niederhornburg HERIS-ID: 35794 Objekt-ID: 34593                                       | Standort KG: Unter St. Paul                   | Burgruinen (Zwillingsburg) auf dem Gipfel des Hornberges am Westabhang der Saualpe zwischen Eberstein und Klein St. Paul. Urkundlich erwähnt im Jahre 1140, erfolgte der Ausbau 1414. Ursprünglich im Besitz der Grafen von Görz, anschließend der Ministerialen Hornburger. Im 15. Jahrhundert kaiserliches Lehen, 1581 an Sigmund Welzer von Eberstein verkauft; 1630 bis 1939 im Besitz der Familie Christalnigg. Die Niederhornburg () befindet sich rund 260 m westlich der Hochhornburg. | BDA-Hist.: Q17325981 Status: Bescheid Stand der BDA-Liste: 2025-06-30 Name: Burgruine, Hoch- und Niederhornburg GstNr.: .22, .24 Hornburg, Klein Sankt Paul                                                   |
| ja   | Datei hochladen | Zementwerk, Werksmuseum HERIS-ID: 46169 Objekt-ID: 47873                                                   | Wietersdorf 1 Standort KG: Wietersdorf        | Die im Jahre 1894 errichteten Zementwerke bestehen aus einem Portlandzement-Ofengebäude mit drei Romanöfen, einem mehrgeschoßigen Steinbau mit Rundbogenfenstern sowie einem Stollen und Schrägaufzug. Die Anlage wurde 1965 stillgelegt und repräsentiert heutzutage ein „Werkmuseum“. | BDA-Hist.: Q38019631 Status: Bescheid Stand der BDA-Liste: 2025-06-30 Name: Zementwerk, Werksmuseum GstNr.: .6/1                                                                                              |
| ja   | Datei hochladen | Schoberkreuz HERIS-ID: 36319 Objekt-ID: 35181                                                              | B 92 Standort KG: Wieting                     | Der Tabernakelbildstock steht am Nord-Rand der Ortschaft an der Bundesstraße. Am Schaft trägt er die Bezeichnung 1628. Über einer abgefasten Säule ruht ein reliefierter vierseitiger Aufsatz (Marmorblock) mit Darstellung der Leiden Christi; im Süden „Kreuzaufrichtung“, im Osten „Kreuzigungsgruppe“, im Westen „Kreuztragung“ und im Norden „Kreuzabnahme“. | BDA-Hist.: Q37969651 Status: Bescheid Stand der BDA-Liste: 2025-06-30 Name: Schoberkreuz GstNr.: 461/2 Schober-Kreuz, Wieting                                                                                 |
| ja   | Datei hochladen | Propstei und Verbindungsgang zur Pfarrkirche HERIS-ID: 55149 Objekt-ID: 63704                              | Wieting Standort KG: Wieting                  | Stattlicher dreigeschoßiger Bau westlich der Kirche; im Kern spätgotisch; barocker Ausbau an den Portalen bezeichnet 1755 bzw. 1760, stark erneuert. In der Halle die Grabinschrift für das einheimische Ehepaar Saetubolos und Talsa (ILLPRON 719). | BDA-Hist.: Q38063934 Status: § 2a Stand der BDA-Liste: 2025-06-30 Name: Propstei und Verbindungsgang zur Pfarrkirche GstNr.: .38, .40/1 Propstei Wieting, Klein Sankt Paul                                    |
| ja   | Datei hochladen | Propsteihof HERIS-ID: 55153 Objekt-ID: 63708                                                               | Wieting 26 Standort KG: Wieting               | Östlich der Kirche, an der Straße gelegen. Spätgotisch zweigeschoßiger Bau; vermutlich vor 1459 von Hans und Georg Laun von Haunstein errichtet; deren Wappen an West-Fassade links über dem Portal sowie (nicht dazu in Beziehung stehende) Bauinschrift 1497; Süd-Fassade gemalte Wappen; links Propsteiwappen und rechts Regularpropst Tiemo Rauscher (1775 bis 1791). | BDA-Hist.: Q38063942 Status: § 2a Stand der BDA-Liste: 2025-06-30 Name: Propsteihof GstNr.: .30 Amtswirtschaftshaus, Wieting                                                                                  |
| ja   | Datei hochladen | Straßenbrücke HERIS-ID: 88901 Objekt-ID: 103489                                                            | Standort KG: Wieting                          | Barocke Steingewölbebrücke über die Görtschitz, westlich der Propstei. | BDA-Hist.: Q37728553 Status: § 2a Stand der BDA-Liste: 2025-06-30 Name: Straßenbrücke GstNr.: 467/2, 478, 452/2                                                                                               |
| ja   | Datei hochladen | Straßen- und Kirchhofmauer mit Spolien sowie Figurenbildstöcke HERIS-ID: 88933 Objekt-ID: 103524           | Standort KG: Wieting                          | Im Kirchenmauerwerk der Propsteipfarrkirche zahlreiche Spolien römerzeitlicher Grabbauten (CSIR II/5), 531). Auf dem Kirchenvorplatz, freistehend die Grabsitzstatue einer einheimischen Frau mit interessantem Brustschmuck: Mitte 2. Jahrhundert nach Christus (CSIR II/1,54). An der Brückenmauer eine Votivinschrift für Jupiter für das Heil des Pächters der norischen Eisensteuer Campilius Verus, Gestiftet vom Angestellten Fortunatus, der auch eine Wasserleitung in das Jupiterheiligtum einleiten ließ (ILLPRON 720). An der südlichen Kirchhofmauer römerzeitlicher Votivaltar für Jupiter conservator, gestiftet von Aelius Senecianus (ILLPRON 718). | BDA-Hist.: Q37729530 Status: § 2a Stand der BDA-Liste: 2025-06-30 Name: Straßen- und Kirchhofmauer mit Spolien sowie Figurenbildstöcke GstNr.: .38, 461/2, 478 Kirchhofmauer mit Spolien u Figurenbildstöcken |
| ja   | Datei hochladen | Propsteipfarrkirche hl. Margareta HERIS-ID: 95167 Objekt-ID: 110447                                        | Wieting 25, neben Standort KG: Wieting        | Urkundliche Erwähnung zwischen 1180/1193 sowie 1200/1206. Große Kirche mit Vierungsturm und Kapellenanbau südlich des Chores; mit der westlich davon gelegenen Propstei durch einen gedeckten Gang verbunden. Baugeschichte unklar. | BDA-Hist.: Q15301791 Status: Bescheid Stand der BDA-Liste: 2025-06-30 Name: Propsteipfarrkirche hl. Margareta GstNr.: .38 Pfarrkirche Wieting                                                                 |